# 第149师团
第149师团（Dai-hyakuyonjūkyū Shidan）是日本帝国陆军的一个步兵师团。它的代号是不挠兵团（Fugyo Heidan）。该师团于1945年7月10日在齐齐哈尔组建。师团的核心是从第125师团分出的第274步兵团。

## 行动
最初，第149师团驻扎在齐齐哈尔。下辖第386步兵团一个营在宜安县，第386步兵团另外两个营在北安。此外，第274步兵团的1个排部署在讷河 。 
在苏联入侵满洲期间，第149师团奉命于撤往哈尔滨。齐齐哈尔的防线随后由第136独立混合旅接管。
尽管该师的步枪装备相对较好，但重型武器仍存在不足。该师团没有任何炮火支援。 关东军司令部估计第149师团的战斗效率是名义上的15%。
1945年8月23日，第149师团没有进行任何战斗就被苏军解除武装。1945年8月27日，被俘人员被送往西伯利亚劳改营。部分军官于1947年返回日本。